# Andranofotsy
Andranofotsy est une commune rurale malgache dans la région d'Ambatosoa.